# Référendum constitutionnel bangladais de 1991
Le référendum constitutionnel de 1991 au Bangladesh a lieu le 15 septembre 1991. Les citoyens doivent répondre à la question suivante : « Le président doit-il consentir à la proposition de réforme (douzième amendement) de la Constitution de 1991 de la république populaire du Bangladesh ? » Les modifications visent à réintroduire un régime parlementaire, supprimer le poste de vice-président et instituer l'élection du président par le parlement.
Le résultat du référendum est de 83,6 % voix pour, avec un taux de participation de 35,2 %.

## Contexte
(mars 2020).
Le contenu est difficilement compréhensible vu les erreurs de traduction, qui sont peut-être dues à l'utilisation d'un logiciel de traduction automatique.
Sheikh Mujibur Rahman guide la ligue Awami pendant la guerre de libération du Bangladesh, et sert en tant que chef du gouvernement du Bangladesh de janvier 1972 jusqu'à son assassinat en août 1975. En 1974, Mujib déclare un état d'urgence et lance une seconde révolution durant laquelle, avec l'approbation du parlement, il met fin au régime parlementaire et institue un régime présidentiel autoritaire dirigé par un parti unique.
Le 8 décembre 1990, le président Hossain Muhammad Ershad démissionne et le juge en chef Shahabuddin Ahmed, candidat convenu de la ligue Awami et le Parti nationaliste du Bangladesh (BNP), assume le pouvoir en qualité de chef intérimaire.
On confie à Shahabuddin Ahmed deux tâches : organiser des élections législatives dès que possible, et pendant ce temps diriger le pays sans prendre trop d'initiatives. Les principaux concurrents de l'élection sont la ligue Awami et le BNP, avec le Jamaat-i-Islam, le parti Jatiya du Bangladesh, ainsi que de nombreux autres petits partis et candidats indépendants, participant également à l'élection.
La ligue Awami, dans l'espoir vain que son pouvoir organisationnel lui permettrait de gagner l'élection parlementaire, préfère un régime parlementaire, un changement qui nécessite le soutien des deux tiers des membres du nouveau parlement et l'approbation d'un référendum par les citoyens. Le BNP préfère le maintien du régime présidentiel.
À la suite de l'élection parlementaire du 27 février 1991, qui est organisée après des élections indirectes pour l'obtention de trente sièges réservés pour les femmes, dont (conformément à un accord entre le BNP et le Jammat, 28 sièges sont attribués au BNP et 2 vont au Jammat) et des élections partielles remportées par de multiples vainqueurs, le BNP obtient 168 sièges, l'Awami League 88 et le Jatiya Party 35 et le Jamaat-i-Islam 20. Comme le BNP détient à présent une majorité absolue des 330 sièges du parlement, la cheffe du BNP Begum Khaleda Zia est élue Premier ministre.
Néanmoins, comme le BNP ne récolte que 31 pour cent du vote populaire dans l'élection parlementaire, il n'est pas clair qu'il puisse gagner une élection présidentielle, particulièrement si les partis d'opposition se mettent d'accord en faveur d'un candidat commun, comme ils le feraient probablement. À cause de ça, et le fait que le BNP est au pouvoir dans le parlement, il leur semble avantageux de déplacer des pouvoirs du président vers le parlement.
Donc, le 2 juillet 1991, le BNP introduit la proposition de la Constitution (douzième amendement) de 1991. La ligue Awami aussi fait sa propre proposition de réforme constitutionnelle, et on forme un comité restreint de 15 membres pour aplanir les différences . Le comité présente son rapport unanime au parlement le 6 août 1991 pour approbation. Après deux séries de votes, la proposition est adoptée par 307 voix pour et zéro contre, et on soumet la réforme au scrutin du 15 septembre 1991, afin de laisser les citoyens décider.
Les citoyens approuvent le référendum, mais on critique que la réforme n'assure pas vraiment la participation significative de multiples partis législatifs, comme le parti au pouvoir choisit souvent de contourner le parlement en créant des lois importantes, y compris la proposition antiterroriste de 1994, en promulguant de simples ordonnances, au lieu de soumettre à l'examen des propositions aux comités parlementaires. Des partis d'opposition aussi souvent boycottent les cinquième, septième, et huitième parlements.

## Résultats
| Choix                  | Voix       | %    |
| ---------------------- | ---------- | ---- |
| Pour                   | 18 308 377 | 83,6 |
| Contre                 | 3 390 062  | 15,5 |
| Blancs et nuls         | 189 998    | 0,9  |
| Total des votants      | 21 888 437 | 100  |
| Source : Nohlen et al. |            |      |